# Morombe (district)
Morombe is een district van Madagaskar in de regio Atsimo-Andrefana. Het district telt 111.027 inwoners (2011) en heeft een oppervlakte van 7.634 km², verdeeld over 8 gemeentes. De hoofdplaats is Morombe.